# (17857) Hsieh
(17857) Hsieh est un astéroïde de la ceinture principale.

## Description
(17857) Hsieh est un astéroïde de la ceinture principale. Il fut découvert le 18 mai 1998 à la station Anderson Mesa par le programme LONEOS. Il présente une orbite caractérisée par un demi-grand axe de 2,69 UA, une excentricité de 0,20 et une inclinaison de 13,2° par rapport à l'écliptique.
Il est nommé d'après l'astronome américain Henry H. Hsieh.

## Compléments